# Sharon Buchanan
Sharon Lee Buchanan (Busselton, Australia Occidental, 12 de marzo de 1963) es una exjugadora australiana de hockey sobre césped.

## Trayectoria
Buchanan tuvo su primera participación olímpica en Los Ángeles 1984. En los Juegos Olímpicos de Seúl 1988 venció a Corea del Sur en la final y obtuvo la primera medalla de oro para su selección.